# Frédérik Hammel
Pour les articles homonymes, voir Hammel.
Frédéric Alain Pierre Hammel, dit Frédérik Hammel, était un jeune spéléologue, membre du Groupe d'explorations spéléologiques d'Aquitaine (GESA),disparu lors d'un tragique accident souterrain dans le gouffre Achama Lecia, à Sainte-Engrâce au Pays basque, le 1er août 1988.
Son nom a été attribué à une fondation financée par ses parents et permettant à la Fédération française de spéléologie de décerner tous les deux ans un prix récompensant des projets qui améliorent la sécurité et les secours en spéléologie.
Frédérik était le neveu d'Évelyne Sullerot, cofondatrice du Planning familial et le petit-fils du docteur André Hammel et de Georgette Roustain, Résistants et Justes de Yad Vashem.